# Chamber of Commerce Building (Nueva York)
El Chamber of Commerce Building es un edificio comercial en 65 Liberty Street, entre Liberty Place y Broadway, en el distrito financiero de Manhattan en la ciudad de Nueva York. Diseñado por el arquitecto James Barnes Baker, el edificio Beaux-Arts de cuatro pisos fue construido entre 1901 y 1902 como la primera sede que se construyó específicamente para la Cámara de Comercio del Estado de Nueva York.
La estructura está revestida con mármol de Vermont e incluye una base de mampostería rústica, una columnata corta y un techo abuhardillado de cobre. La fachada anteriormente contenía estatuas de John Jay, Alexander Hamilton y DeWitt Clinton, que habían sido diseñadas por Daniel Chester French y Philip Martiny. El segundo piso contenía el Gran Salón de la Cámara de Comercio, adornado con retratos de personajes importantes de la historia de Estados Unidos. El resto del edificio se dedicó en gran parte a oficinas o salas de reuniones de la Cámara. A lo largo de los años, numerosas tiendas y bancos han alquilado la planta baja. El diseño del edificio fue recibido en gran medida de manera positiva una vez finalizado.
El edificio fue construido después de que se recaudaran fondos de miembros adinerados de la Cámara de Comercio. Los arquitectos Helmle y Corbett remodelaron el interior y construyeron un piso nuevo en 1922, lo que resultó en cambios en el techo abuhardillado. Las esculturas de French y Martiny, instaladas en 1903, fueron retiradas en 1926 debido a un severo deterioro. Tras que la Cámara de Comercio se trasladó a Midtown Manhattan en 1979, permaneció vacío durante diez años. El Banco Comercial Internacional de China lo compró en 1989 y el interior fue posteriormente renovado por Haines Lundberg Waehler.
El diseño y la escala del Chamber of Commerce Building fueron elogiados en gran medida una vez terminado. Fue designado un hito de la ciudad por la Comisión de Preservación de Monumentos de la Ciudad de Nueva York en 1966 y se agregó al Registro Nacional de Lugares Históricos (NRHP) en 1973. También se convirtió en un Monumento Histórico Nacional en 1977. Es una propiedad que contribuye al Distrito Histórico de Wall Street, un distrito de NRHP creado en 2007.

## Sitio
El Chamber of Commerce Building se encuentra en el Distrito Financiero de Manhattan, en la esquina sureste de un bloque delimitado por Broadway al oeste, Liberty Street al sur, Liberty Place al este y Maiden Lane al norte. Liberty Place sirve como un callejón entre el Chamber of Commerce Building al oeste y la Torre Liberty, frente a Nassau Street, al este.
La parcela tiene un área total de 732 m². El lote tiene un frente de 25 m en Liberty Street y se extiende 28 m profundidad. El Chamber of Commerce Building está rodeado por muchas otras estructuras, incluida la Liberty Tower y el edificio del Banco de la Reserva Federal de Nueva York al oriente, 28 Liberty Street al suroriente, 140 Broadway al sur y One Liberty Plaza al occidente.

## Diseño
Fue diseñado en estilo Beaux-Arts por el arquitecto James Barnes Baker, miembro de la Cámara de Comercio del Estado de Nueva York, para lo cual se erigió la estructura. El edificio fue ampliado en 1922 por Helmle & Corbett, mientras que el diseño interior data de una renovación de 1991 por Haines Lundberg Waehler. Charles T. Wills se desempeñó como contratista principal para el trabajo original, así como para la expansión de 1922.
Tiene cuatro pisos de altura, más un ático de medio piso. Su sistema estructural consta de muros de carga de mampostería. Según el Departamento de Planificación Urbana de la ciudad de Nueva York, el área bruta es de 2850 m².

### Fachada
La fachada está hecha de mármol de Vermont sobre una base de bloques de mampostería rústica. El piso superior está ubicado en un techo abuhardillado revestido con cobre. La fachada principal de Liberty Street tiene cuatro tramos verticales y está dividida horizontalmente en tres secciones: planta baja, segundo piso, y tercer y cuarto pisos. En Liberty Street, el tramo más a la izquierda es generalmente más elaborado que los tres tramos más a la derecha. La fachada lateral de Liberty Place es similar a la de Liberty Street, aunque de diseño más simple, y tiene cinco tramos de ancho.
Hay dos entradas en la planta baja de Liberty Street, ambas elevadas ligeramente por encima del nivel de la calle. La entrada a la planta baja del edificio se encuentra dentro de un arco rebajado en el segundo tramo desde la derecha; está flanqueado por dos ventanas de altura completa, una a cada lado. Una entrada más ornamentada a los niveles superiores sobresale ligeramente del tramo más a la izquierda. La entrada de la izquierda está rematada por un frontón arqueado con una elaborada talla. Encima de esa entrada había una talla de Karl Bitter, que contenía representaciones de Ceres y Mercurio, dos antiguos dioses romanos que representaban colectivamente el comercio. Una banda de mármol tallado corre por encima del piso del suelo.

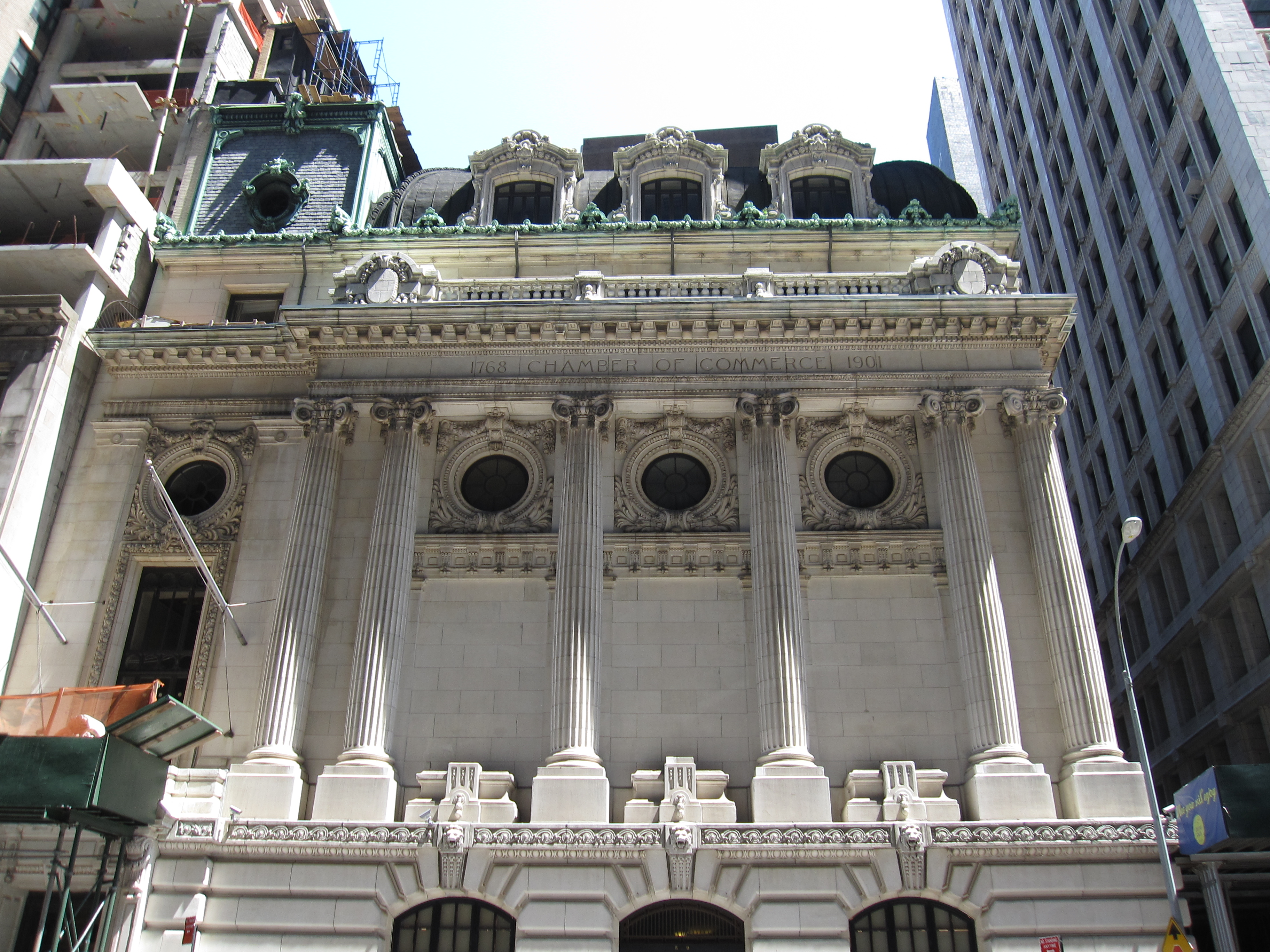
Vista frontal de la columnata del segundo piso en las tres tramos más a la derecha

En el segundo piso, en los tres tramos más a la derecha frente a Liberty Street, hay un pequeño pórtico con seis columnas estriadas de doble altura rematadas por capiteles jónicos. La columnata tiene un par de columnas en cada extremo, así como dos columnas individuales en el centro. Dentro de las tramos de la columnata, había tres grupos escultóricos apoyados en pedestales. Los grupos escultóricos medían cada uno de 2,4 m alto y representado por DeWitt Clinton (tallado por Daniel Chester French) y John Jay y Alexander Hamilton (tallado por Philip Martiny). Cerca de la parte superior de la columnata hay ventanas ovaladas que dan a lo que originalmente era la sala principal de la Cámara de Comercio. Estas ventanas están sostenidas por soportes, con un friso de coronas debajo de cada ventana, así como guirnaldas arriba. Sobre la columnata hay un entablamento con modillones y dentículos debajo. El tramo más a la izquierda en Liberty Street no está incluido en la columnata, pero tiene una ventana ovalada sobre una gran ventana rectangular. La fachada de Liberty Place tiene ventanas ovaladas similares en la parte superior del muro, aunque están subdivididas por pilastras planas.
El tercer y cuarto pisos se ubicaron originalmente detrás de la fachada de Liberty Street, creando una terraza sobre la columnata. El tercero está decorado de forma sencilla, con ventanas emparejadas en cada tramo, mientras que el cuarto piso está dentro del techo de buhardillas. Dentro del techo hay tres buhardillas, cada una de las cuales da a Liberty Street y Liberty Place. Las buhardillas están rematadas por campanas decorativas y flanqueadas por volutas laterales.

### Interior
Tal como estaba diseñado, la entrada principal a los niveles superiores se abría a un gran vestíbulo, que a su vez conducía a una sala de doble altura que medía 6,1 por 24,4 m. Esta sala estaba hecha de piedra y mármol de Caen. Los ascensores del edificio, así como una escalera al Gran Salón del segundo piso, se colocaron al final de este salón. El diseño de la escalera se inspiró en el Palacio Ducal de Venecia y conducía a la sala principal del segundo piso y al vestíbulo del ascensor. La decoración de la mitad superior del salón fue extremadamente elaborada. Columnas jónicas de mármol coloreado sostenían un friso, sobre el cual se elevaba un techo abovedado. Entre cada conjunto de columnas, había tablillas que estaban inscritas con los nombres de los funcionarios de la Cámara de Comercio. En el momento de la construcción, las tablas contenían los nombres de los oficiales anteriores y podían estar inscritas con los nombres de los futuros oficiales. El resto de la planta baja se alquiló como sala bancaria, que es el único local comercial.
En general, los pisos superiores tenían tallas de madera decorativa y mármol. En el tercer y cuarto piso había salas de reuniones y espacio para el Commerce Club. Esta parte del edificio albergaba la biblioteca, la sala del presidente, las salas de los comités y las oficinas. Gran parte del mobiliario era de diseño colonial. La habitación del presidente estaba decorada de manera más elaborada que las otras habitaciones en estos niveles. Tras la renovación de 1922, el cuarto piso contenía un rellano de ascensor con paneles de roble y un pasillo de escalera abovedado. El techo del rellano del ascensor del cuarto piso tenía tres relieves alegóricos octogonales que representaban el comercio, la industria y el transporte. La biblioteca original en el cuarto piso se convirtió en una sala de banquetes, mientras que se agregó otro piso con una biblioteca y salas de comité. Durante la renovación de 1991, el tercer y cuarto pisos se convirtieron en oficinas ejecutivas del Banco Comercial Internacional de China, mientras que el piso superior se convirtió en cafetería.

#### Gran salón

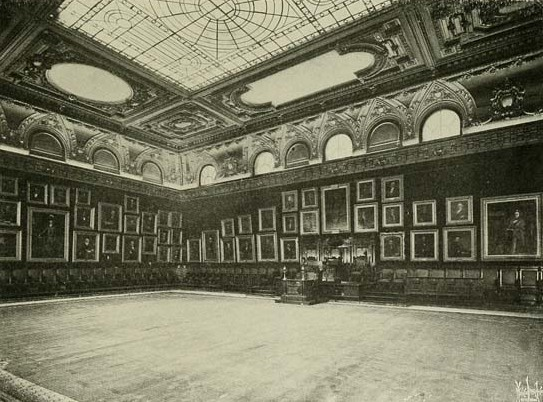
Gran salón

El Gran Salón, la sala principal del edificio en el segundo piso, mide 27 por 18 m y su techo tiene 9,1 m de altura. La parte inferior de la habitación no se diseñó con ventanas porque los enormes retratos de la Cámara se colgarían en esa área. Las ventanas ovaladas de la fachada están en la parte superior de la sala principal, a más de 6 m. Las paredes están coronadas por elaboradas decoraciones multicolores como cartelas, coronas, guirnaldas y cuernos. Un tragaluz está en el centro del techo, rodeado por un techo abovedado dorado.
Había casi trescientos retratos en la sala en su apogeo. Los retratos incluían los de John Cruger, el primer presidente de la Cámara; Alexander Hamilton, padre fundador de los Estados Unidos ; y Ulysses S. Grant, ex presidente de los Estados Unidos. Las pinturas datan de 1772 y generalmente eran solo de personas fallecidas; la Cámara no eliminó los retratos una vez colgados. La colección también era generalmente visible solo para los miembros de la Cámara, pero ocasionalmente se permitía que el público ingresara. Muchos retratos se eliminaron en 1979 cuando la Cámara se mudó. La colección se dividió y algunos retratos fueron donados o vendidos.
El piso tenía una "alfombra grande y hermosa", que cubría casi todo el espacio. La alfombra personalizada, que mide 18 por 11 m, pesaba 1247 kg y debía entregarse en una caja personalizada. Parte de la pared exterior del edificio tuvo que retirarse temporalmente para poder colocar la alfombra en el interior. La superficie del suelo original era de mármol, aunque en 1991 se cubrió con una plataforma de madera contrachapada Cuando el edificio fue utilizado por la Cámara de Comercio, los asientos estaban dispuestos a lo largo de las paredes. En el centro de una pared, una plataforma elevada tenía espacio para la silla y el escritorio del presidente, así como los escritorios de otros funcionarios. Los escritorios de caoba para el Banco Comercial Internacional de China se instalaron en 1991 después de la renovación.

## Historia
La Cámara de Comercio del Estado de Nueva York se fundó en 1768 como la primera organización de este tipo en América del Norte. Después de que Jorge III le concedió a la Cámara un estatuto formal en 1770, esta celebró una reunión inaugural en la Fraunces Tavern con la asistencia de veinte comerciantes. Cuando se completó el Real Estate Exchange Building en 65 Liberty Street en 1884, la Cámara de Comercio se mudó allí. Esta estructura tenía seis pisos y fachada de hierro. Sin embargo, antes de que se construyera el edificio de 65 Liberty Street, la Cámara nunca se había alojado en un edificio construido específicamente para su uso como sede.

### Planificación y construcción

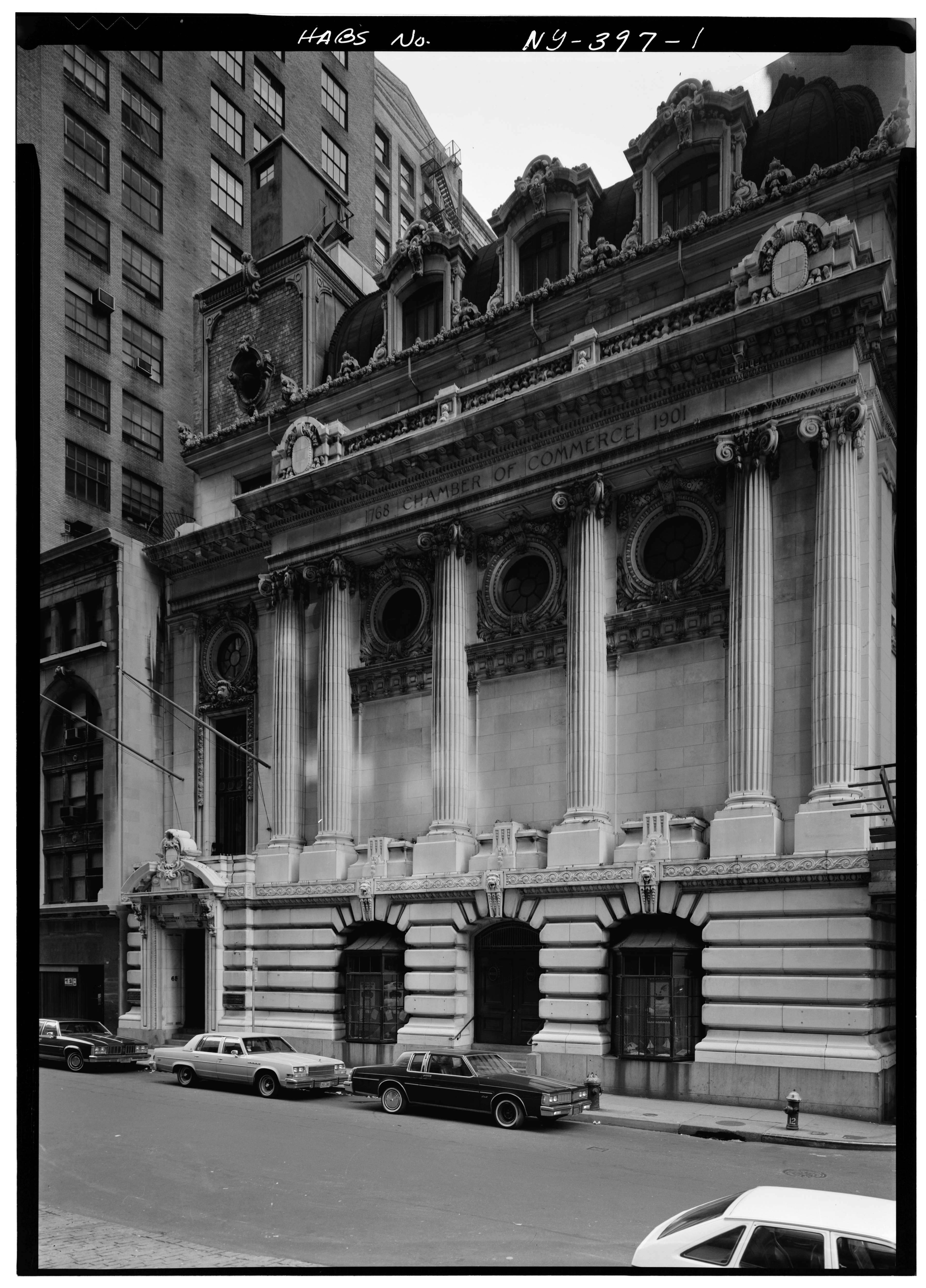
Imagen tomada de la Encuesta de Edificios Históricos Estadounidenses

A fines del siglo XIX, la Cámara de Comercio buscaba construir un edificio con suficiente espacio para oficinas y una sala de reuniones. Según la revista Architectural Record, la Cámara de Comercio deseaba que su salón de actos fuera "espacioso e imponente" y que el exterior fuera "lo suficientemente grande para evitar la insignificancia". En ese momento, la Cámara de Comercio estaba alojada en un "pequeño apartamento". Si bien las reuniones mensuales de la Cámara tuvieron poca asistencia, los almuerzos anuales atrajeron a cientos de miembros, aunque en los trimestres anteriores solo cabían cincuenta personas. 
A principios de 1897 se estableció un fondo para un nuevo edificio para la Cámara de Comercio. Para ese junio, había recaudado 450 000 dólares. Para abril de 1900, se había recaudado 1 millón. Los miembros adinerados de la Cámara finalmente recaudaron 1,5 millones entre todos. Los suscriptores del fondo incluyeron a Andrew Carnegie, JP Morgan, John D. Rockefeller, Cornelius Vanderbilt III, William Collins Whitney y la familia Guggenheim. El presidente de la Cámara, Morris K. Jesup, compró el Edificio de Intercambio de Bienes Raíces en enero de 1901 a Central Realty, Bond, and Trust Company, a un costo de 700 000 dólares. James B. Baker había sido seleccionado como arquitecto en mayo de ese año. La piedra angular del edificio se colocó el 8 de noviembre de 1901, con ceremonias a las que asistieron más de un centenar de miembros de la Cámara de Comercio.
En mayo de 1902, los miembros de la Cámara Morris Ketchum Jesup, John Stewart Kennedy y William E. Dodge donaron las estatuas de DeWitt Clinton, Alexander Hamilton y John Jay. Las esculturas, con un costo de 12 000 dólares cada una, fueron contratadas a Martiny y French después de que se abandonó el plan original para decorar la fachada de Liberty Street con esculturas alegóricas. El Chamber of Commerce Building se inauguró el 11 de noviembre de 1902, poco más de un año después de la ceremonia de apertura. El expresidente de los Estados Unidos, Grover Cleveland, fue el orador principal en la ceremonia de apertura. mientras que entre los invitados se encontraban el entonces actual presidente de los Estados Unidos, Theodore Roosevelt, y varios embajadores y representantes de otras naciones. Las esculturas de Martiny y French fueron dedicadas el 17 de noviembre de 1903, con una ceremonia a la que asistieron 400 miembros de la Cámara.

### Uso como Cámara de Comercio
Durante la primera década del siglo XX, la Compañía de Seguros y Fideicomisos de Título de Abogados tenía oficinas en el Chamber of Commerce Building, con 700 empleados. La empresa se trasladó a su propia estructura entre julio y septiembre de 1908. La Lawyers 'Mortgage Company ocupó el sótano y la planta baja desde 1906 hasta 1921, cuando el espacio fue alquilado por Guaranty Trust Company. Tras la Primera Guerra Mundial, la influencia de la Cámara de Comercio comenzó a reducirse a medida que las corporaciones se hicieron más prominentes. En junio de 1921, el edificio se cerró temporalmente para que los arquitectos Helmle y Corbett lo remodelaran. Como parte del proyecto, el techo abuhardillado se remplazó por un piso completo, que albergaba la biblioteca de la cámara y dos salas de comisiones. Se agregó un comedor en el tercer piso así como un nuevo vestíbulo de ascensor y una escalera de emergencia. El edificio ampliado se inauguró el 5 de enero de 1922 en la reunión mensual de las Cámaras.
Los grupos escultóricos de la fachada, que se habían desgastado significativamente debido a reacciones químicas y condiciones climáticas, fueron eliminados en 1926. Los hermanos Piccirilli hicieron moldes para los grupos escultóricos para que pudieran ser rehechos en granito o bronce si la Cámara alguna vez solicitaba su reinstalación, aunque eso nunca ocurrió. El mismo año, la Interstate Trust Company abrió en la planta baja y el sótano después de que se hicieron modificaciones a estos pisos. El espacio de la planta baja fue ocupado por el Harriman National Bank en 1929. Harriman solo permaneció en el edificio hasta mediados de la década de 1930. En general, la Cámara de Comercio tardó en adoptar nuevas tecnologías, y esto se reflejó en la maquinaria. Por ejemplo, en 1927, la Cámara votó para reemplazar los atenuadores de luz originales en lugar de comprar un nuevo sistema de iluminación.
La planta baja y el sótano se alquilaron a los grandes almacenes de Wanamaker en 1944, y el espacio lo utilizaría la división masculina de Wanamaker. Tras la Segunda Guerra Mundial, la mayoría de las operaciones diarias de la Cámara se subcontrataron y la Cámara fue atendida exclusivamente por voluntarios. En consecuencia, el Gran Salón se usaba poco. En 1968, se permitió por primera al público general ingresar regularmente al Gran Salón. La Cámara de Comercio de Nueva York se fusionó con la Asociación de Comercio e Industria en 1973 y 65 Liberty Street se convirtió en la sede de la Cámara de Comercio e Industria.

### Uso posterior
La Cámara decidió vender 65 Liberty Street en 1979, trasladándose a 200 Madison Avenue en Midtown Manhattan y fusionándose con la Asociación de la Ciudad de Nueva York para crear la Asociación para la Ciudad de Nueva York. Con la reubicación, los retratos del Gran Salón también tuvieron que ser eliminados. Las nuevas oficinas solo podían caber de 10 a 20 de los 300 retratos del Gran Salón, pero el Chamber of Commerce Building podía almacenar alrededor de 200 de estos retratos. Hubo una controversia sobre la eliminación de los retratos, ya que los expertos en arte consideraron que estos eran parte integral del carácter de la sala, y se tendrían que regalar alrededor de 80 retratos. La curadora de colecciones de la Cámara, Evelyn G.Ortner, dijo a principios de 1983 que la Cámara ya no vendía retratos. Algunos de estos retratos se exhibieron posteriormente en la Sociedad Histórica de Nueva York.
El Chamber of Commerce Building permaneció desocupado durante diez años porque los inquilinos potenciales se opusieron al costo de adaptarlo a los estándares modernos, y los compradores potenciales ya habían fracasado dos veces en completar la venta. En 1989, el Banco Comercial Internacional de China (ahora Mega International Commercial Bank) lo compró por 5,75 millones de dólares. Dos años más tarde, Haines Lundberg Waehler terminó de renovarlo para convertirlo en espacio de oficinas a un costo de más de 12 millones de dólares. El revestimiento de la pared muy dañado fue reemplazado por terciopelo; se colocó una superficie de piso de madera contrachapada sobre el piso de mármol original del Gran Salón, y se colocaron cables debajo del piso de madera contrachapada. También se revisaron los sistemas mecánicos. Dado que el edificio estaba en el Registro Nacional de Lugares Históricos (NRHP) y era un hito designado por la ciudad de Nueva York, el banco esperaba recibir un crédito fiscal por la renovación. A 2021, Mega International todavía era dueño del edificio.

## Recepción crítica y designaciones emblemáticas
Cuando se estaba construyendo el Chamber of Commerce Building, un escritor de The Century Magazine declaró: "De los edificios no oficiales proyectados o ya iniciados, ninguno es más importante en su influencia indirecta sobre la grandeza comercial de la ciudad que la casa de la Cámara. de Comercio."  Tras su finalización, el Architectural Record dijo que la estructura "se distingue a la vez de los edificios meramente comerciales por su carácter suntuoso, sus materiales costosos y la obvia libertad de las limitaciones comerciales ordinarias, que se muestra en su diseño". El Brooklyn Daily Eagle, en 1910, declaró que el edificio y su colección de retratos eran "bien dignos de ver", a pesar de ser relativamente desconocidos para los neoyorquinos. Sin embargo, como informó The New York Times sobre la inauguración del edificio, "los comentarios sobre el edificio en su conjunto no siempre son favorables". Entre las críticas estuvo el hecho de que la columnata no era genuina y sirvió para "oscurecer las ventanas del piso superior", así como la falta de iluminación natural a nivel del suelo. 
Los críticos posteriores miraron favorablemente la estructura. Ada Louise Huxtable, escritora de arquitectura para The New York Times, escribió que "Por dentro y por fuera, el edificio es un ejemplo del tipo de opulencia arquitectónica de época que, si tienes que preguntar el costo, no puedes pagarlo". El historiador de la arquitectura Robert A. M. Stern, en su libro Nueva York 1900, comparó el diseño del exterior con la Casa de la Ópera de París de Charles Garnier. Según Stern, el interior era "uno de los mayores espacios interiores de Nueva York".
El exterior del Chamber of Commerce Building fue designado por la Comisión de Preservación de Monumentos Históricos de la Ciudad de Nueva York (LPC) como un monumento oficial de la ciudad el 18 de enero de 1966. Fue uno de los primeros hitos en ser designado por el LPC en Manhattan. El edificio fue incluido en el Registro Nacional de Lugares Históricos en 1973 y se volvió a agregar al NRHP como Monumento Histórico Nacional en 1977. Tras la reubicación de la Cámara en 1979, el LPC también consideró el Gran Salón como un hito interior. La LPC finalmente decidió no hacerlo porque las reglas de la agencia exigían que los puntos de referencia interiores debían ser espacios públicos, y la Cámara había afirmado que el interior era un espacio privado. En 2007, el edificio fue designado como propiedad contribuyente al Distrito Histórico de Wall Street, un distrito NRHP.